# Église Santa Giuliana de Pérouse
L'église Santa Giuliana (en italien : Chiesa di Santa Giuliana) est un édifice religieux datant du XIIIe siècle et modifié au XIVe siècle. Elle est située via Baldassare Orsini  à Pérouse, en Ombrie (Italie).

## Histoire
L'histoire de l'église est très ancienne. L'église Santa Giuliana fait partie d'un ancien monastère cistercien féminin fondé en 1253 par le cardinal Giovanni de Tolède dont la stèle funéraire est à l'intérieur de l'église. L’édifice a subi d'importantes modifications au cours des siècles comme la façade en pierre rose et blanche avec portail et rosace gothique XIVe siècle. Le monastère a été dissout à la suite des suppressions napoléoniennes (1810) et son patrimoine artistique dispersé. Transformé en magasin à grains, puis en hôpital militaire (1861) il est actuellement reconverti en école de langues étrangères (Scuola di lingue estere dell'esercito) de l'armée italienne.
L'église est toujours sacralisée.

## Description

### Extérieur
La façade de l'église qui est en pierre avec bandes alternées de briques  blanches et roses a été probablement érigée pendant le Trecento. Sur le côté droit se trouve un campanile.
Le cloître avec ses piliers octogonaux de briques blanches et roses, surmontés de chapiteaux ornementés,  est attribué à Matteo Gattapone.

### Intérieur
L’intérieur est de forme rectangulaire à nef unique. La voûte actuelle cache l'ancienne structure à grands arcs gothiques. 
Dans l’église et dans la salle capitulaire sont visibles les restes de la décoration picturale originaire.

#### Œuvres
fresques (XIIIe et XIVe siècle)
- La Cène
- Crucifixion
- Couronnement de la Vierge
- Santa Giuliana et San Bernardo da Chiaravalle

Diverses œuvres ont été déplacées à la Galerie nationale de l'Ombrie  :
- Santa Giuliana (retable) de Vigoroso da Siena (1291);
- Polyptyque de Santa Giuliana de Domenico di Bartolo (1438)
- San Cristoforo e Gesù Bambino (fresque détachée) du Maître de Santa Giuliana actif au cours de la seconde moitié du XIVe siècle
- Reliquaire de la tête de Santa Giuliana (artiste siennois du XIVe siècle)

## Sources
- Voir liens externes.